# Ветрово (Николаевская область)
Ветрово (укр. Вітрове) — село в Березнеговатском районе Николаевской области Украины.
Почтовый индекс — 56220. Телефонный код — 5168.

## Местный совет
56220, Николаевская обл., Березнеговатский р-н, с. Новоукраинка, ул. К. Маркса, 2